# USS Devilfish (SS-292)
USS Devilfish (SS/AGSS-292) là một  tàu ngầm lớp Balao từng phục vụ cùng Hải quân Hoa Kỳ trong Chiến tranh Thế giới thứ hai. Nó là chiếc tàu chiến duy nhất của Hải quân Hoa Kỳ được đặt cái tên này, theo tên loài cá đuối quỷ. Nó đã phục vụ trong suốt Thế Chiến II, thực hiện tổng cộng bốn chuyến tuần tra, và được cho ngừng hoạt động sau khi xung đột chấm dứt vào năm 1946. Bị bỏ không trong thành phần dự bị, nó vẫn được xếp lại lớp như một tàu ngầm phụ trợ AGSS-292 vào khoảng năm 1960, rồi cuối cùng bị đánh chìm như một mục tiêu ngoài khơi San Francisco, California vào năm 1968. Devilfish được tặng thưởng ba Ngôi sao Chiến trận do thành tích phục vụ trong Thế Chiến II.

## Thiết kế và chế tạo
Thiết kế của lớp Balao được cải tiến dựa trên  tàu ngầm lớp Gato dẫn trước, là một kiểu tàu ngầm hạm đội có tốc độ trên mặt nước cao, tầm hoạt động xa và vũ khí mạnh để tháp tùng hạm đội chiến trận. Khác biệt chính so với lớp Gato là ở cấu trúc lườn chịu áp lực bên trong dày hơn, và sử dụng thép có độ đàn hồi cao (HTS: High-Tensile Steel), cho phép lặn sâu hơn đến 400 ft (120 m). Con tàu dài 311 ft 9 in (95,02 m) và có trọng lượng choán nước 1.526 tấn Anh (1.550 t) khi nổi và 2.424 tấn Anh (2.463 t) khi lặn. Chúng trang bị động cơ diesel dẫn động máy phát điện để cung cấp điện năng cho bốn động cơ điện, đạt được công suất 5.400 shp (4.000 kW) khi nổi và 2.740 shp (2.040 kW) khi lặn, cho phép đạt tốc độ tối đa 20,25 hải lý trên giờ (37,50 km/h) và 8,75 hải lý trên giờ (16,21 km/h) tương ứng. Tầm xa hoạt động là 11.000 hải lý (20.000 km) khi đi trên mặt nước ở tốc độ 10 hải lý trên giờ (19 km/h) và có thể hoạt động kéo dài đến 75 ngày.
Tương tự như lớp Gato dẫn trước, lớp Balao được trang bị mười ống phóng ngư lôi 21 in (530 mm), gồm sáu ống trước mũi và bốn ống phía phía đuôi tàu, chúng mang theo tối đa 24 quả ngư lôi. Vũ khí trên boong tàu gồm một hải pháo 4 inch/50 caliber, một khẩu pháo phòng không Bofors 40 mm nòng đơn và một khẩu đội Oerlikon 20 mm nòng đôi, kèm theo hai súng máy .50 caliber. Trên tháp chỉ huy, ngoài hai kính tiềm vọng, nó còn trang bị ăn-ten radar SD phòng không và SJ dò tìm mặt biển. Tiện nghi cho thủy thủ đoàn bao gồm điều hòa không khí, thực phẩm trữ lạnh, máy lọc nước, máy giặt và giường ngủ cho hầu hết mọi người, giúp họ chịu đựng cái nóng nhiệt đới tại Thái Bình Dương cùng những chuyến tuần tra kéo dài đến hai tháng rưỡi.
Devilfish được đặt lườn tại xưởng tàu của hãng Cramp Shipbuilding Company ở Philadelphia, Pennsylvania vào ngày 31 tháng 3, 1942. Nó được hạ thủy vào ngày 30 tháng 5, 1943, được đỡ đầu bởi bà Frank W. Fenno Jr., và được cho nhập biên chế cùng Hải quân Hoa Kỳ vào ngày 1 tháng 9, 1944 dưới quyền chỉ huy của Hạm trưởng, Thiếu tá Hải quân Edward Clark Stephan.

## Lịch sử hoạt động

### 1944
Sau khi hoàn tất việc chạy thử máy huấn luyện tại các vùng biển ngoài khơi New London, Connecticut và Newport, Rhode Island, Devilfish đi đến Key West, Florida để hỗ trợ cho hoạt động huấn luyện của Trường Sonar Hạm đội từ ngày 18 tháng 10 đến ngày 2 tháng 11, 1944, rồi chuẩn bị để được điều động sang khu vực Mặt trận Thái Bình Dương. Nó băng qua kênh đào Panama và đi đến Trân Châu Cảng vào ngày 2 tháng 12.

### 1945

#### Chuyến tuần tra thứ nhất
Khởi hành từ Trân Châu Cảng vào ngày 31 tháng 12, 1944 cho chuyến tuần tra đầu tiên, Devilfish ghé đến Saipan từ ngày 12 đến ngày 15 tháng 1, 1945 để tiếp thêm nhiên liệu trước khi đi đến tuần tra tại vùng biển nguy hiểm tại các eo biển Kii và Bungo ngoài khơi đảo Shikoku. Con tàu đã hoạt động tìm kiếm và giải cứu hỗ trợ cho các chiến dịch không kích xuống chính quốc Nhật Bản trước khi quay trở lại Guam để được tái trang bị từ ngày 13 tháng 2 đến ngày 15 tháng 3.

#### Chuyến tuần tra thứ hai
Ghé đến Saipan trước khi bắt đầu chuyến tuần tra thứ hai từ ngày 16 tháng 3, Devilfish đi đến khu vực tuần tra được chỉ định giữa vịnh Sagami và phía Bắc quần đảo Nanpō. Trước khi đến được khu vực tuần tra, vào ngày 20 tháng 3, trong khi đang di chuyển ngầm dưới nước, nó bị một máy bay tấn công tự sát Kamikaze đánh trúng, làm phá hủy cột ăn-ten và rò rỉ nước nghiêm trọng. Chiếc tàu ngầm phải quay trở về Saipan và Trân Châu Cảng để sửa chữa.

#### Chuyến tuần tra thứ ba
Trong chuyến tuần tra thứ ba từ ngày 20 tháng 5 đến ngày 7 tháng 7, Devilfish hoạt động tại khu vực eo biển Bungo và phía Bắc đảo Honshū. Vào ngày 16 tháng 6, nó tấn công một tàu ngầm đối phương đang chở theo một tàu ngầm bỏ túi, rồi đến ngày 26 tháng 6 lại tiếp tục tấn công một tàu hộ tống, nhưng trong cả hai trường hợp mục tiêu đều chạy thoát. Trong giai đoạn này nó tiếp tục hoạt động tìm kiếm và giải cứu hỗ trợ cho các chiến dịch không kích kèm theo cuộc đổ bộ lên Okinawa, và đã nhiều lần gặp gỡ các tàu ngầm bạn để chuyển giao những trường hợp cần chăm sóc y tế và các đội bay được giải cứu.

#### Chuyến tuần tra thứ tư

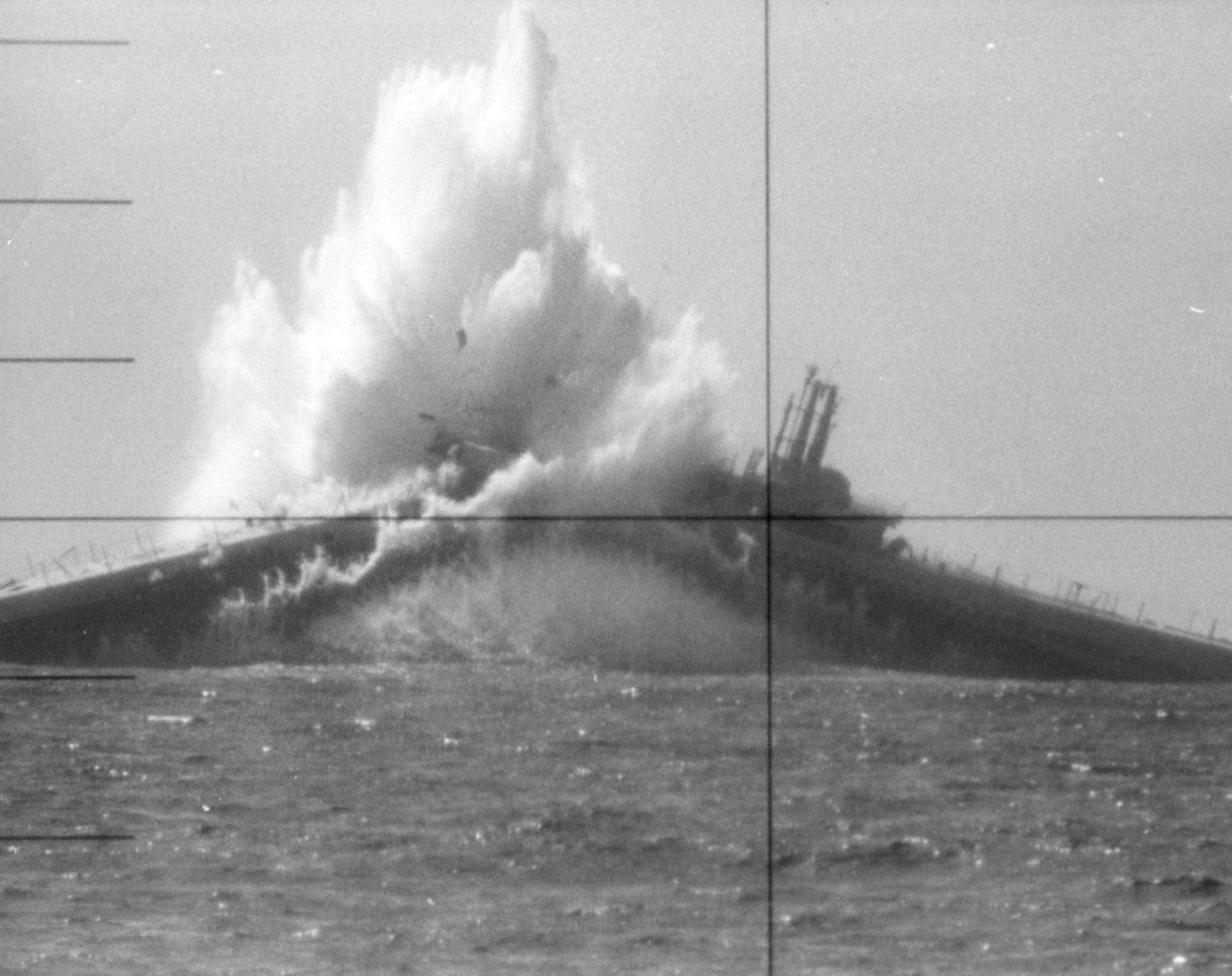
Devilfish bị đánh chìm như một mục tiêu bởi tàu ngầm, năm 1968.

Sau khi được tái trang bị tại Guam từ ngày 7 tháng 7 đến ngày 2 tháng 8, Devilfish tiếp tục đi đến khu vực quần đảo Nanpō cho chuyến tuần tra thứ tư, chủ yếu hoạt động tìm kiếm và giải cứu hỗ trợ cho chiến dịch không kích xuống chính quốc Nhật Bản của các tàu sân bay thuộc Đệ Tam hạm đội. Chiếc tàu ngầm cũng tham gia bắn phá Tori Shima vào ngày 10 tháng 8, và sau khi Nhật Bản chấp nhận đầu hàng vào ngày 15 tháng 8 giúp chấm dứt vĩnh viễn cuộc xung đột, nó lên đường quay trở về Midway và tiếp tục đi đến San Francisco tại vùng bờ Tây Hoa Kỳ.
Devilfish được đưa về thành phần dự bị tại đây vào ngày 18 tháng 4, 1946, rồi được cho xuất biên chế vào ngày 30 tháng 9, 1946, neo đậu cùng Hạm đội Dự bị Thái Bình Dương. Nó được xếp lại lớp như một "tàu ngầm phụ trợ" và mang ký hiệu lườn mới AGSS-292, rồi được cho rút tên khỏi danh sách Đăng bạ Hải quân vào ngày 1 tháng 3, 1967. Con tàu cuối cùng được sử dụng như mục tiêu thực hành vào ngày 14 tháng 8, 1968, bị đánh chìm ngoài khơi San Francisco, California bởi ngư lôi phóng từ tàu ngầm Wahoo (SS-565). Xác tàu đắm hiện nằm ở độ sâu 2.000 sải (12.000 ft; 3.700 m), tại tọa độ 37°5′B 124°8′T / 37,083°B 124,133°T.

## Phần thưởng
Devilfish được tặng thưởng ba Ngôi sao Chiến trận do thành tích phục vụ trong Thế Chiến II.
|  |                                         |  |
|  | Bronze star · Bronze star · Bronze star |  |

| Dãi băng Hoạt động Tác chiến  |                                                                         |                                      |
| Huân chương Chiến dịch Hoa Kỳ | Huân chương Chiến dịch Châu Á-Thái Bình Dương với 3 Ngôi sao Chiến trận | Huân chương Chiến thắng Thế Chiến II |